# Sandhöhlenfische
Sandhöhlenfische (Creediidae) sind eine Fischfamilie kleiner, maximal 8 Zentimeter langer Fische, die im Indopazifik von Südafrika bis nach Hawaii und zur Osterinsel leben.

## Merkmale
Sie sind langgestreckt, die lange Rückenflosse hat 13 bis 43 ungeteilte Weichstrahlen. Auch die Afterflosse ist lang, die Bauchflossen sind brustständig, stehen eng zusammen und werden von 3 bis 5 Weichstrahlen gestützt. Sie fehlen bei Apodocreedia. Einige Arten sind fast schuppenlos, die Schuppen entlang des Seitenlinienorgans sind aber immer vorhanden. Die Seitenlinie verläuft graduell oder abrupt zum Bauch hin. Die Augen stehen leicht vor. Die Schnauze ist fleischig. Der Oberkiefer überragt den Unterkiefer. Der Unterkiefer trägt eine Reihe von Cirren. 

## Arten
Es gibt acht Gattungen mit 19 Arten:
- Apodocreedia de Beaufort, 1948
  - Apodocreedia vanderhorsti de Beaufort, 1948.
- Chalixodytes Schultz, 1943
  - Chalixodytes chameleontoculis Smith, 1957.
  - Chalixodytes tauensis Schultz, 1943.
- Creedia Ogilby, 1898
  - Creedia alleni Nelson, 1983.
  - Creedia bilineatus Shimada & Yoshino, 1987.
  - Creedia haswelli (Ramsay, 1881).
  - Creedia partimsquamigera Nelson, 1983.
- Crystallodytes Fowler, 1923
  - Crystallodytes cookei Fowler, 1923.
  - Crystallodytes enderburyensis Schultz, 1943.
  - Crystallodytes pauciradiatus Nelson & Randall, 1985.
- Limnichthys Waite, 1904
  - Limnichthys fasciatus Waite, 1904.
  - Limnichthys marisrubri Fricke & Golani, 2012.
  - Limnichthys nitidus Smith, 1958.
  - Limnichthys orientalis Yoshino, Kon & Okabe, 1999.
  - Limnichthys polyactis Nelson, 1978.
  - Limnichthys rendahli Parrott, 1958.
- Myopsaron Shibukawa, 2010
  - Myopsaron nelsoni Shibukawa, 2010.
- Schizochirus Waite, 1904
  - Schizochirus insolens Waite, 1904.
- Tewara Griffin, 1933
  - Tewara cranwellae Griffin, 1933.